# Festival Internacional de Cine de Cannes de 1958
La 11.ª edición del Festival Internacional de Cine de Cannes se desarrolló entre el 2 al 18 de mayo de 1958.  La Palma de Oro fue otorgada a Cuando pasan las cigüeñas de Mijaíl Kalatózov.

## Jurado
Las siguientes personas fueron nominadas para formar parte del jurado de la competición principal en la edición de 1958:
- Marcel Achard (Francia) Presidente
- Tomiko Asabuki (Japón)
- Bernard Buffet (Francia)
- Jean De Baroncelli (Francia) (crítico)
- Helmut Käutner (Alemania)
- Dudley Leslie (Gran Bretaña)
- Madeleine Robinson (Francia)
- Ladislao Vajda (España)
- Charles Vidor (EE. UU.)
- Sergei Yutkevich (URSS)
- Cesare Zavattini (Italia)

Cortometraje
- Norman McLaren (Canadá)
- Jean Mitry (Francia)
- Krishna Riboud (India)
- Edmond Séchan (Francia)
- Jerzy Toeplitz (Polonia)

## Selección oficial
Las siguientes películas compitieron por la Palma de Oro:

### En competición – películas
- En el umbral de la vida de Ingmar Bergman
- Los hermanos Karamazov de Richard Brooks
- La caleta olvidada de Bruno Gebel
- Ciulinii Bărăganului de Louis Daquin
- Cuando pasan las cigüeñas (Letiat zhuravlí) de Mijaíl Kalatózov
- Desire Under the Elms de Delbert Mann
- En Djungelsaga de Arne Sucksdorff
- L'eau vive de François Villiers
- Goha de Jacques Baratier
- Vasvirág de János Herskó
- Pardesi de Khwaja Ahmad Abbas y Vasili Pronin
- El largo y cálido verano de Martin Ritt
- L'uomo di paglia de Pietro Germi
- To teleftaio psema de Michael Cacoyannis
- Mi tío de Jacques Tati
- Ni liv de Arne Skouen
- Orders to Kill de Anthony Asquith
- Parash Pathar de Satyajit Ray
- Rosaura a las 10) de Mario Soffici
- Sissi - Schicksalsjahre einer Kaiserin de Ernst Marischka
- Yukiguni de Shirō Toyoda
- Das Wirtshaus im Spessart de Kurt Hoffmann
- Zizkovská romance de Zbyněk Brynych
- La venganza de Juan Antonio Bardem
- Visages de bronze de Bernard Taisant
- Giovani mariti de Mauro Bolognini

### Películas fuera de competición
La película Gigi de Vicente Minelli se exhibió fuera competición.

### Cortometrajes en competición
Los siguientes cortometrajes competían para la Palma de Oro al mejor cortometraje:
- A.B.C. de John Fernhout
- Auf den Spuren des Lebens de Fritz Heydenreich
- Dubrovacki pasteli de Marijan Vajda
- Egy masodperc tortenete d'Ágoston Kollányi
- Gloria dei Medici de Antonio Petrucci
- Goya, una vida apasionada de José María Ochoa
- Grafica cloveku de France Kosmac
- Horyû-Ji de Susumu Hani
- La Joconde: Histoire d'une obsession de Henri Gruel
- La Seine a rencontré Paris de Joris Ivens
- Les mystères d'une goutte d'eau de Ann H. Matzner Dr.
- Log Drive de Raymond Garceau
- Mandu de Neil Gokhale
- Nagrodzone uczucia de Walerian Borowczyk, Jan Lenica
- Nez nam narostla kridla de Jiri Brnecka
- Ô saisons ô châteaux de Agnès Varda
- Perameren hylkeenpyytajat de Ulf Backstrom
- Sapte Arte d'Ion Popescu-Gopo
- Sintra de João Mendes
- The Story of a Roof de Jamie Uys
- Trees And Jamaica Daddy de Lew Keller
- Voici le pays d'Israel de Jean Lehérissey
- Y gorakh salianskykh de Leonid Belokurov, Y. Przyjemski
- Zimny parzdnik de Mikhaïl Slutsky

## Palmarés
Los galardonados en las secciones oficiales de 1958 fueron:
- Palma de Oro: Cuando pasan las cigüeñas de Mijaíl Kalatózov
- Premio a la mejor dirección: Ingmar Bergman por En el umbral de la vida
- Premio al mejor guion: Massimo Franciosa, Pasquale Festa Campanile y Pier Paolo Pasolini por Giovani mariti
- Premio a la interpretación masculina: Paul Newman por El largo y cálido verano
- Premio a la interpretación femenina: Bibi Andersson, Eva Dahlbeck, Barbro Hiort af Ornäs y Ingrid Thulin por En el umbral de la vida
- Mención Especial:Tatiana Samóilova por Cuando pasan las cigüeñas
- Premio del jurado:
  - Goha de Jacques Baratier
  - Visages de bronze de Bernard Taisant
- Premio especial del jurado: Mi tío de Jacques Tati
- Palma de Oro al mejor cortometraje: Motyli zde neziji de Miro Bernat
- Premio del jurado al cortometraje: 
  - La Joconde: Histoire d'une obsession de Henri Gruel y Jean Suyeux
  - La Seine a rencontré Paris de Joris Ivens
- Premio especial: Auf den Spuren des Lebens de Fritz Heydenreich y Nez nam narostla kridla de Jiri Brnecka

### Premios independentes
- Premios FIPRESCI[5]ː
- La venganza de Juan Antonio Bardem